# Contretemps (mini-série)
Pour les articles homonymes, voir Contretemps et Golden Years.
Contretemps ou Compte à rebours (Golden Years), est une mini-série américaine de sept épisodes de 40 minutes créée par Stephen King et diffusée entre le 16 juillet et le 22 août 1991 sur le réseau CBS.
En France, cette mini-série a été  diffusée à la télévision en juin 1994 sur M6. Elle a été éditée en DVD.

## Synopsis
Harlan Williams, concierge âgé d'environ 70 ans, est affecté par une substance expérimentale lors d'une explosion dans le laboratoire où il travaille. Il commence dès lors à rajeunir et attire l'intérêt du gouvernement américain, et plus particulièrement de « la Boutique », organisme secret qui charge Jude Andrews de ramener Williams et d'éliminer quiconque essaierait de compromettre l'expérience. L'agent spécial Terry Spann et le général Louis Crewes tentent d'aider Williams et sa femme Gina à s'échapper. 

## Distribution
- Keith Szarabajka : Harlan Williams
- Felicity Huffman : Terry Spann
- Ed Lauter : Le général Louis Crewes
- Frances Sternhagen : Gina Williams
- R. D. Call : Jude Andrews
- Bill Raymond : Dr Richard Toddhunter
- Stephen Root : Le major Moreland
- Philip Lenkowsky : Billy Delois
- Tim Guinee : Fredericks
- Graham Paul : Rick Haverford
- Erik King : Burton
- John Rothman : Dr. Ackerman
- Harriet Sansom Harris : Francie Williams
- Mert Hatfield : Le shérif Mayo
- J.R. Horne : Dr. Eakins
- Paul Butler : Le capitaine Marsh
- Matt Malloy : Redding
- Adam Redfield : Jackson
- Peter McRobbie : Le lieutenant McGiver

## Épisodes
1. titre français inconnu (Time and Time Again)
2. titre français inconnu (Yes, No, or Maybe?)
3. titre français inconnu (Am I a Winner?)
4. titre français inconnu (Not on My Watch)
5. titre français inconnu (Second Chance)
6. titre français inconnu (Third Time Lucky?)
7. titre français inconnu (The Final Blow)

## Production
Contretemps est une histoire originale de Stephen King écrite spécialement pour la télévision. King prévoyait de la faire évoluer en série télévisée à la façon du Fugitif si le public accrochait mais les scores d'audience décevants ont causé son arrêt prématuré au bout de sept épisodes. Les cinq premiers épisodes ont été écrits par Stephen King et les deux derniers, avec une vraie fin, par Josef Anderson d'après les grandes lignes définies par King.
King considère que la série Twin Peaks lui a permis de produire Contretemps.
«Jusqu'à ce que  Twin Peaks  arrive, les seuls feuilletons à suivre étaient des soap operas,  Dallas, Côte Ouest, des séries de ce genre. C'est, dans une certaine mesure, ce que David Lynch a proposé au public. Mais il a retourné le concept du feuilleton comme une chaussette. Si Twin Peaks était un homme, ce serait un homme qui délire et débite un Monologue intérieur. Contretemps est comme Twin Peaks sans le délire ».
L'écrivain joue le rôle d'un chauffeur de bus dans le 5e épisode de la série. Six heures de maquillage quotidien étaient nécessaires pour refléter le changement d'apparence du personnage principal interprété par Keith Szarabajka. La musique du générique est celle de la chanson Golden Years (1975) de David Bowie.

## Sortie vidéo
- L'intégrale de la série est sortie le 22 septembre 2005 chez PVM dans un boîtier Digipack 2 DVD en français 2.0 Dolby Digital sans sous-titres et sans suppléments [3]

- La version film avec un montage différent (236 minutes) est sortie le 23 octobre 2007 chez Paramount Pictures en version originale sous-titrée en français. ASIN B000VPNKBA